# Vi tảo

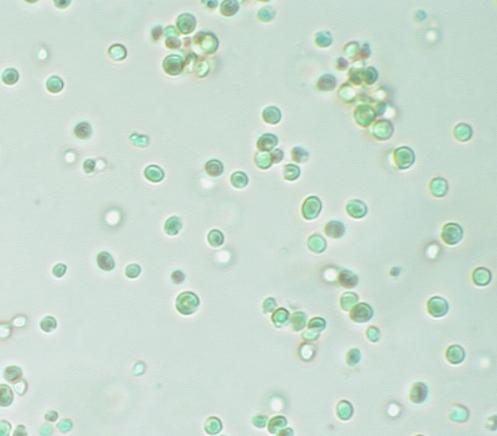
Vi tảo loài trong chi Nannochloropsis, nhìn dưới kính hiển vi bình thường

Vi tảo (Microalgae) là các loại tảo rất nhỏ được quan sát dưới kính hiển vi, chúng sống trong môi trường nước ngọt và biển.

## Đặc điểm chung
- Kích thước hiển vi, cơ thể đơn bào hoặc đa bào, tế bào có roi hoặc không có roi.
- Tế bào nhân chuẩn, thành xenlulozo dạng sợi mảnh.
- Lục lạp có sắc tố quang hợp: chorophyl, caroten
- Có khă năng tự dưỡng, phân bố rộng, sống trôi nổi trong nước.
- Sinh sản nhanh:

- Vô tính: phân đôi, bào tử
- Hữu tính: giao tử

## Vai trò
- Thức ăn cho động vật thủy sinh, làm giàu chất hữu cơ cho đất.
- Sản xuất thức ăn giàu protein và vitamin cho người và động vật.
- Xử lý nước thải đô thị, công nghiệp...
- Một số tảo có độc tính cao gây chết hàng loạt động vật thủy sinh...

## Hình ảnh

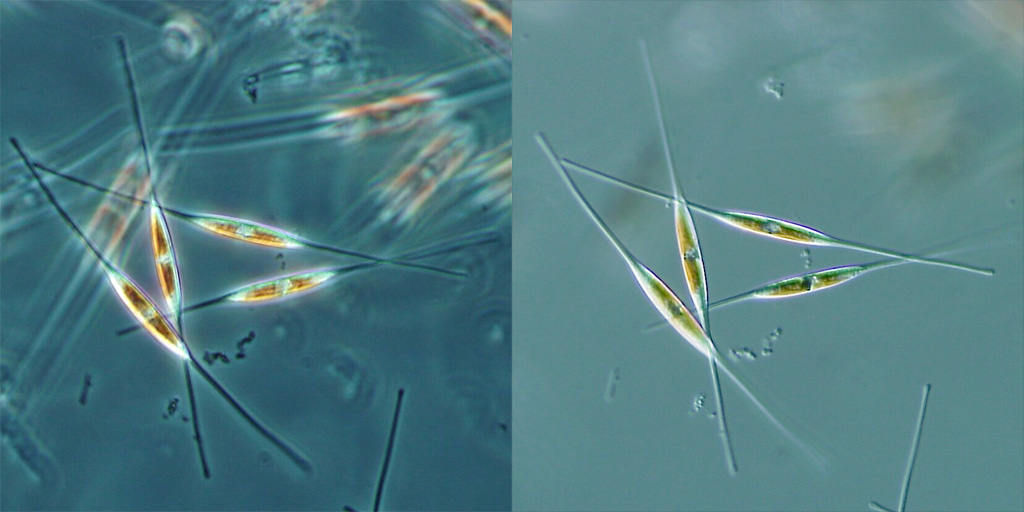
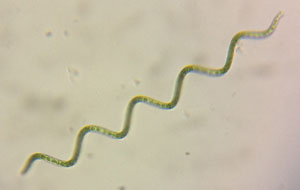